# Beta Ethniki 1967-1968
La Beta Ethniki 1967-1968 è stata la 9ª edizione del campionato greco di calcio di secondo livello.

## Girone Nord

### Squadre partecipanti
| Squadra              | Città          |
| -------------------- | -------------- |
| Alexandroupoli       | Alessandropoli |
| Anagennīsī Giannitsa | Giannitsa      |
| Apollōn Kalamarias   | Kalamaria      |
| Aris Ptolemaida      | Ptolemaida     |
| Doxa Dramas          | Drama          |
| Edessaïkos           | Edessa         |
| Kastoria             | Kastoria       |
| Kavala               | Kavala         |
| Lamia                | Lamia          |
| Larissa              | Larissa        |
| Makedonikos          | Neapoli        |
| Nikī Volo            | Volos          |
| Nikiforos Florina    | Florina        |
| Olympiakos Kozani    | Kozani         |
| Trikala              | Trikala        |
| Skoda Xanthī         | Xanthi         |

### Classifica
|  | Pos. | Squadra              | Pt | G  | V  | N  | P  | GF | GS | DR  |
|  | ---- | -------------------- | -- | -- | -- | -- | -- | -- | -- | --- |
|  | 1.   | Trikala              | 75 | 30 | 20 | 5  | 5  | 61 | 25 | +36 |
|  | 2.   | Kavala               | 68 | 30 | 16 | 6  | 8  | 51 | 30 | +21 |
|  | 3.   | Lamia                | 65 | 30 | 13 | 9  | 8  | 48 | 40 | +8  |
|  | 4.   | Makedonikos          | 63 | 30 | 11 | 11 | 8  | 32 | 26 | +6  |
|  | 5.   | Edessaïkos           | 63 | 30 | 11 | 11 | 8  | 40 | 35 | +5  |
|  | 6.   | Kastoria             | 63 | 30 | 12 | 9  | 9  | 27 | 27 | 0   |
|  | 7.   | Nikī Volo            | 62 | 30 | 11 | 10 | 9  | 40 | 33 | +7  |
|  | 8.   | Doxa Dramas          | 61 | 30 | 10 | 11 | 9  | 31 | 30 | +1  |
|  | 9.   | Anagennīsī Giannitsa | 59 | 30 | 11 | 7  | 12 | 37 | 41 | -4  |
|  | 10.  | Aris Ptolemaida      | 58 | 30 | 7  | 14 | 9  | 30 | 33 | -3  |
|  | 11.  | Alexandroupoli       | 58 | 30 | 11 | 6  | 13 | 31 | 47 | -16 |
|  | 12.  | Apollōn Kalamarias   | 56 | 30 | 6  | 14 | 10 | 30 | 31 | -1  |
|  | 13.  | Olympiakos Kozani    | 56 | 30 | 9  | 8  | 13 | 30 | 32 | -2  |
|  | 14.  | Larissa              | 55 | 30 | 9  | 8  | 13 | 33 | 42 | -9  |
|  | 15.  | Skoda Xanthī         | 54 | 30 | 10 | 4  | 16 | 46 | 59 | -13 |
|  | 16.  | Nikiforos Florina    | 42 | 30 | 5  | 3  | 22 | 26 | 62 | -36 |

Legenda:

      Ammesse in Alpha Ethniki 1968-1969

### Spareggio promozione/retrocessione
| Squadra 1    | Totale | Squadra 2 | Andata | Ritorno |
| ------------ | ------ | --------- | ------ | ------- |
| Panserraïkos | 2 - 0  | Kavala    | 2 - 0  | 0 - 0   |

## Girone Sud

### Squadre partecipanti
| Squadra          | Città      |
| ---------------- | ---------- |
| Aias Salamina    | Salamina   |
| Atromītos        | Peristeri  |
| Atromītos Pireo  | Il Pireo   |
| Chalkis          | Calcide    |
| AO Chania        | La Canea   |
| Diagoras         | Rodi       |
| Ethnikos Asteras | Kaisarianī |
| Fostiras         | Tavros     |
| Iōnikos          | Nikea      |
| Kalamata         | Calamata   |
| Korinthos        | Corinto    |
| Levadeiakos      | Livadia    |
| OFI Creta        | Candia     |
| Panachaïkī       | Patrasso   |
| Panaitōlikos     | Agrinio    |
| PAS Giannina     | Giannina   |

### Classifica
|  | Pos. | Squadra          | Pt | G  | V  | N  | P  | GF | GS | DR  |
|  | ---- | ---------------- | -- | -- | -- | -- | -- | -- | -- | --- |
|  | 1.   | Chalkis          | 71 | 30 | 18 | 5  | 7  | 42 | 14 | +28 |
|  | 2.   | OFI Creta        | 66 | 30 | 13 | 10 | 7  | 44 | 31 | +9  |
|  | 3.   | Kalamata         | 65 | 30 | 11 | 13 | 6  | 33 | 25 | +8  |
|  | 4.   | Atromītos        | 63 | 30 | 14 | 5  | 11 | 45 | 39 | +6  |
|  | 5.   | Panaitōlikos     | 62 | 30 | 12 | 8  | 10 | 39 | 30 | +9  |
|  | 6.   | Panachaïkī       | 61 | 30 | 12 | 7  | 11 | 54 | 45 | +9  |
|  | 7.   | Levadeiakos      | 61 | 30 | 12 | 7  | 11 | 35 | 41 | -6  |
|  | 8.   | Diagoras         | 61 | 30 | 10 | 11 | 9  | 31 | 35 | -4  |
|  | 9.   | Atromītos Pireo  | 60 | 30 | 11 | 8  | 11 | 43 | 33 | +10 |
|  | 10.  | PAS Giannina     | 59 | 30 | 10 | 9  | 11 | 38 | 42 | -4  |
|  | 11.  | Iōnikos          | 58 | 30 | 9  | 10 | 11 | 34 | 34 | 0   |
|  | 12.  | Fostiras         | 58 | 30 | 9  | 10 | 11 | 37 | 39 | -2  |
|  | 13.  | Ethnikos Asteras | 57 | 30 | 9  | 9  | 12 | 32 | 39 | -7  |
|  | 14.  | Korinthos        | 57 | 30 | 11 | 5  | 14 | 35 | 46 | -11 |
|  | 15.  | Aias Salamina    | 53 | 30 | 7  | 9  | 14 | 28 | 41 | -13 |
|  | 16.  | AO Chania        | 48 | 30 | 6  | 6  | 18 | 33 | 69 | -36 |

Legenda:

      Ammesse in Alpha Ethniki 1968-1969

### Spareggio promozione/retrocessione
| Squadra 1       | Totale | Squadra 2 | Andata | Ritorno |
| --------------- | ------ | --------- | ------ | ------- |
| Panelefsiniakos | 2 - 4  | OFI Creta | 2 - 1  | 0 - 3   |

rigiocata a La Canea
| Squadra 1       | Risultato | Squadra 2 |
| --------------- | --------- | --------- |
| Panelefsiniakos | 0 – 3     | OFI Creta |